# John Fitch (inventeur)
Pour les articles homonymes, voir John Fitch.
John Fitch (21 janvier 1743 à South Windsor – 2 juillet 1798) est un inventeur, horloger et forgeron américain, connu pour avoir construit le premier bateau à vapeur enregistré aux États-Unis.

## Biographie
Né dans une ferme à South Windsor, il quitta l'école dès huit ans pour travailler sur la ferme familiale puis s'autoforma à l'horlogerie. Par la suite, il a créé une fonderie de laiton à East Windsor (mais qui périclita) et une fonderie de laiton et d'argent à Trenton qui fonctionnait bien, mais fut détruite pendant la guerre d'indépendance des États-Unis d'Amérique.
Après avoir brièvement servi dans l'Armée continentale pendant cette guerre, Fitch géra une fabrique d'armes à feu. Il gagna également beaucoup d'argent en vendant du tabac et de la bière aux soldats. En 1780 il se fit géomètre dans le Kentucky où il s'accorda un terrain de 6,5 km². Plus tard, alors qu'il travaillait dans les territoires du Nord-Ouest, il fut capturé par des Indiens et finalement livré aux Anglais qui le libérèrent.

## Les premiers essais
En 1785, Fitch arrête sa carrière de géomètre et s'installe dans le Comté de Bucks (Pennsylvanie), où il commence à imaginer le fonctionnement d'un bateau à vapeur. Ne réussissant pas à lever des fonds auprès du Congrès de la Confédération, il obtient de plusieurs états un monopole de 14 ans sur le transport à vapeur sur leurs voies d'eau. Ces monopoles décidèrent d'importants citoyens de Philadelphie à investir.
Fitch avait vu des images de moteurs à vapeur britanniques mais dut construire les siens à cause de la difficulté à en commander un et du prix. Il fabriqua plusieurs maquettes fonctionnelles et, plus tard, avec l'aide de l'horloger Henry Voight, il construisit un bateau à vapeur de 14 m de long.

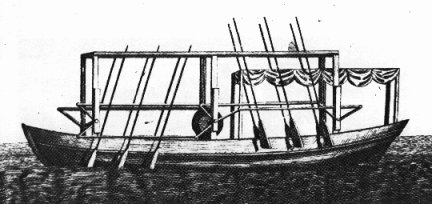
Le premier bateau à vapeur de John Fitch était propulsé par des rames (Columbian Magazine, 1786)

C'est sur le fleuve Delaware, le 22 août 1787, qu'eut lieu le premier essai réussi de son bateau. Washington et Franklin, ainsi que plusieurs membres de la Convention de Philadelphie, étaient à bord du bateau. La propulsion était assurée par des rames situées de chaque côté du navire. Le bateau de Fitch remonta parfaitement le cours du fleuve, contre la marée. Il parcourut plus d’un mille en moins de quatre heures. En tenant compte de la vitesse contraire de la marée, on constata que le bateau avait marché à raison de cinq milles et demi par heure. Pour un début, ce résultat était remarquable. Washington, Franklin et les autres membres du Congrès, qui avaient assisté à l’expérience, délivrèrent à Fitch des certificats et des témoignages de satisfaction les plus favorables. Sur la foi de ce succès, une compagnie se forma à Philadelphie, pour mettre en pratique et perfectionner l’invention de Fitch. Franklin était à la tête de cette compagnie, avec le savant astronome Rittenhouse.
En 1788, John Fitch obtint du gouvernement des États-Unis, un privilège pour l’exploitation exclusive, pendant quatorze ans, de la navigation à la vapeur, dans cinq États : la Virginie, le Maryland, la Pennsylvanie, le New-Jersey et New-York. En même temps, une souscription abondante vint encourager une invention que chacun accueillait avec espérance. Les habitants de l’Ouest, en particulier, offrirent à l’inventeur une somme considérable en tabac. Ceux du Mississippi et de l’Ohio s’associèrent également à la même souscription. Soutenu par ce concours général, Fitch entreprit la construction d’une galiote à vapeur, qu’il voulait consacrer à un service de transports entre Philadelphie et Trenton, villes séparées l’une de l’autre par une distance de quatre à cinq milles. Mais les difficultés commencèrent lorsqu’il fallut construire le mécanisme à vapeur destiné à la galiote. La machine à vapeur dont on avait fait usage dans l’expérience sur la Delaware, était de petite dimension. Les embarras furent nombreux pour exécuter ce même modèle sur de grandes proportions. On eut beaucoup de peine, et il fallut beaucoup de temps, pour faire couler, dans les fonderies du pays, le cylindre à vapeur, qui était d’une grande capacité. Comme les ingénieurs étaient alors fort rares aux États-Unis, on fut obligé de prendre, à leur place, les forgerons de la contrée.
En fin de compte, on n’obtint, après de grandes dépenses, qu’une très mauvaise machine à vapeur. Elle ne put faire avancer la galiote avec une vitesse de plus de trois milles à l’heure.
Dans la première expérience, faite en présence de Franklin, le petit bateau de la Delaware avait avancé à la vitesse de cinq milles et demi par heure. Au lieu de progresser, l’invention avait donc reculé. Aussi plusieurs actionnaires commencèrent-ils à se dégouter de l’entreprise. Le docteur Thornton ayant rassuré les timides et réveillé la confiance en s’engageant à faire marcher le bateau avec une vitesse de huit milles à l’heure, s’obligeant, en cas de non réussite, à payer lui-même toutes les dépenses de ce nouvel essai, on procéda donc à une installation nouvelle de la machine à vapeur sur le même bateau, après avoir remédié aux mauvaises dispositions de ses principaux organes. Au bout d’un an, tout était prêt pour une seconde expérience publique.
La galiote fut amenée dans la rue de l’Eau à Philadelphie. À partir d’un point de départ, on avait mesuré avec soin la longueur d’un mille. Les montres ayant été réglées publiquement, la galiote fournit sa course. Tous les témoins de cette première épreuve déclarèrent qu’elle était consciencieuse, et que le bateau avait marché avec la vitesse de huit milles à l’heure. On procéda après ce premier essai, à une expérience publique solennelle, à laquelle assista le conseil de Pennsylvanie, avec son gouverneur en tête, où le bateau tint à nouveau ses promesses.
De concert avec le docteur Thornton, Fitch ne cessait de perfectionner sa machine et, le 11 mai 1790, son bateau à vapeur de 18 m, propulsé par une roue à aubes à une vitesse d'environ 10 km/h, fit le voyage de Philadelphie à Barlington, en trois heures et un quart, poussé par la marée, mais avec un vent contraire. Le bateau avait fait sept milles à l’heure. Jusqu’à 30 passagers ont été transportés par ce bateau au cours de plusieurs voyages entre Philadelphie et Burlington, mais les frais continuels des expériences fatiguèrent les associés de Fitch qui se détournèrent de l’entreprise et abandonnèrent l’inventeur qui prit le parti de se rendre en Europe. Le consul de France à Philadelphie, J. Hector St John de Crèvecoeur, s’était beaucoup intéressé à Fitch. Il avait même écrit au gouvernement français, pour lui faire connaitre et lui recommander son invention, demandant que le roi accorde une gratification de quelques centaines de louis à Fitch, qui, d’ailleurs, n’exigeait rien pour la communication de sa découverte. En 1792, John Fitch faisait voile pour la France, et débarquait à Lorient, apportant avec lui la réalisation pratique de l’application de la vapeur à la navigation.
Brissot, qui l’avait connu à Philadelphie alors qu’il vivait parmi les Quakers, le présenta dans une séance de la Convention nationale, tenant à la main le pavillon de la République américaine, mais en 1792, la France en guerre était peu propice aux inventions scientifiques ou industrielles. Lorsque Brissot périt sur l’échafaud, le 31 octobre 1793, Fitch perdit, avec lui, son unique appui. Toutes ces circonstances défavorables, forcèrent Fitch à renoncer à son entreprise et à revenir à Lorient, où son dénuement était tel qu’il fut heureux d’obtenir du consul des États-Unis à Lorient le prix de sa traversée.
De retour aux États-Unis, Fitch ne mena qu’une existence de misère et de chagrin et sombra dans l’alcoolisme. Un soir, il suivit les rives de la rivière, et se donna la mort en se précipitant dans ses flots, du haut d’une berge escarpée. Dans son testament, il léguait ses manuscrits, ses plans, et les croquis de ses machines, à la Société philosophique de Pennsylvanie, afin que quelqu’un continuât son œuvre.

## Sources
- Louis Figuier, Les merveilles de la science ou description populaire des inventions modernes, Furne, Jouvet et Cie, 1868, 743 p. (OCLC 55372429).